# Len Jackson (Fußballspieler, 1923)
Leonard „Len“ Jackson (* 10. Mai 1923 in Stockport; † 20. Mai 1968 ebenda) war ein englischer Fußballspieler.

## Karriere
Jackson kam 15-jährig zu Manchester City und trat erstmals im Februar 1941 in den während des Zweiten Weltkriegs ausgetragenen Ersatzwettbewerben in Erscheinung. In den folgenden Jahren kam er zu insgesamt 20 Einsätzen an der Seite von Spielern wie Frank Swift, Jackie Bray und Billy Walsh und wurde im August 1943 anlässlich eines Spiels gegen den FC Liverpool neben C. Barclay als „lokale Entdeckung“ betitelt.
Im Januar 1945 erhielt er einen Profivertrag, verließ den Klub aber bereits im September 1945 noch vor Aufnahme des regulären Spielbetriebs wieder, nachdem er nach der Rückkehr von Sam Barkas keine Rolle mehr in der ersten Mannschaft spielte. Als Teil des Transfers von Jimmy Constantine, der vom AFC Rochdale zu City wechselte, wurde er als Teilzeitprofi zu Rochdale transferiert. Hauptberuflich Mechaniker, kam Jackson in der Saison 1945/46 noch zu fünf Einsätzen in den kriegsbedingten Ersatzwettbewerben. Sein Debüt in der Football League Third Division North gab er unter Trainer Ted Goodier Ende September 1946, Rochdale hatte bis dahin aus den ersten sieben Saisonspielen nur einen Punkt geholt und stand auf dem letzten Tabellenplatz. Jackson bildete in der Folge mit Norman Kirkman das Verteidigerpaar und der Klub verbesserte sich bis Saisonende vom 22. auf den sechsten Tabellenplatz. Auch in der Saison 1947/48 zählte Jackson zur Stammmannschaft und kam zu 34 Liga- und 3 Pokaleinsätzen.
In der Saisonpause 1948 entstanden Unstimmigkeiten mit den Vereinsverantwortlichen und mit der Verpflichtung von Bill Watson als rechter Verteidiger spielte Jackson keine Rolle mehr. Im September 1948 zog er sich in einem Reservespiel eine Muskelverletzung zu, ab Dezember 1948 trat Jackson in der Cheshire County League für Northwich Victoria in Erscheinung.